# Rebecca West

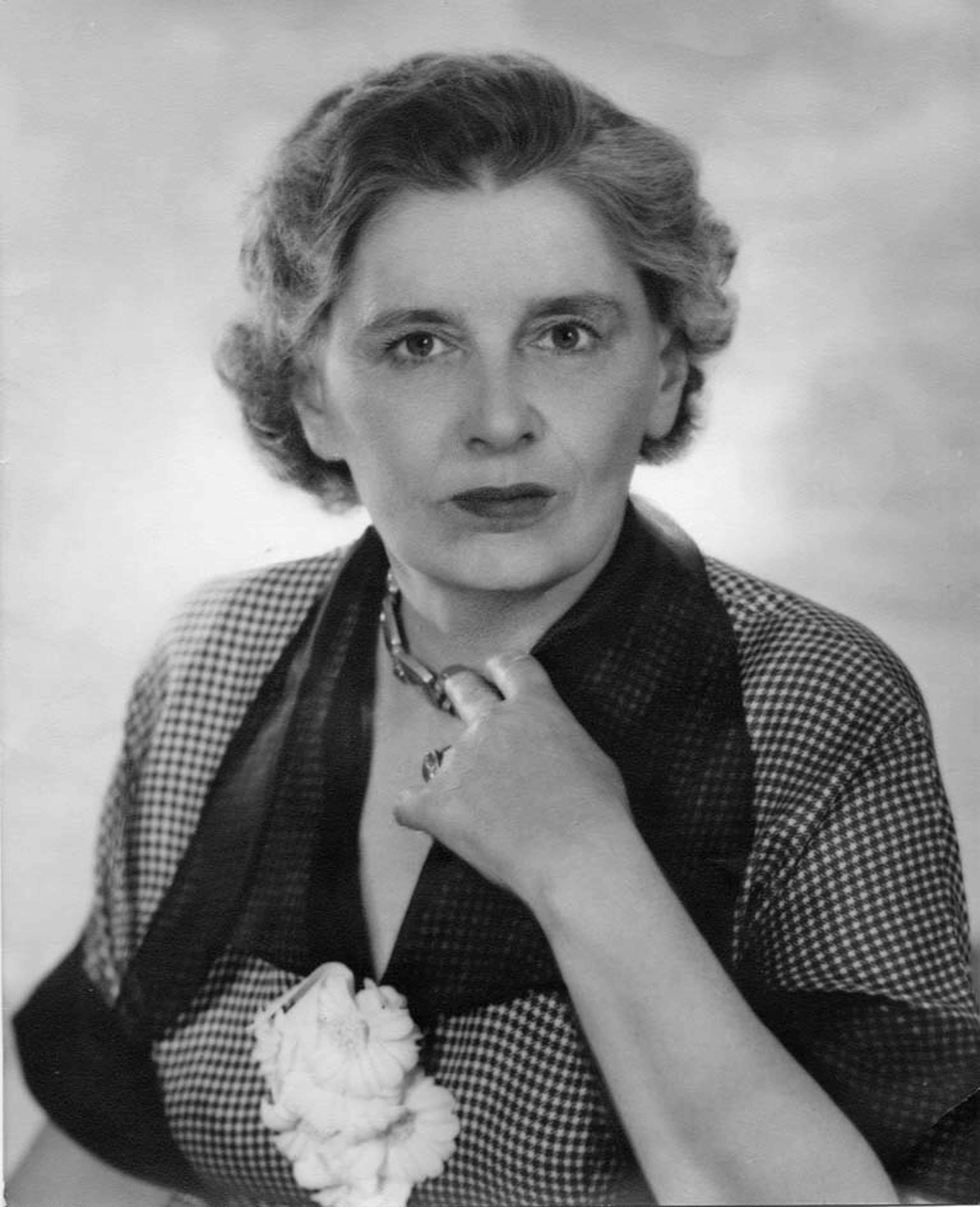
Rebecca West

Dame Cicely Isabel Fairfield (n. 21 decembrie 1892 - d. 15 martie 1983), cunoscută și ca Rebecca West sau Dame Rebecca, a fost o scriitoare și un critic literar anglo-irlandeză.
A fost o militantă a feminismului și a scris diverse articole pentru publicațiile The New Yorker, The New Republic, Sunday Telegraph și New York Herald Tribune.

## Scrieri

### Romane
- 1918: The Return of the Soldier;
- 1922: The Judge;
- 1929: Harriet Hume;
- 1935: The Harsh Voice:Four Short Novels ;
- 1936: The Thinking Reed;
- 1957: The Fountain Overflows;
- 1966: The Birds Fall Down;
- 1984: This Real Night;
- 1985: Cousin Rosamund.

### Jurnale de călătorie
- 1916: Henry James;
- 1928: The Strange Necessity: Essays and Reviews;
- 1933: St. Augustine;
- 1941: Black Lamb and Grey Falcon;
- 1949: The Meaning of Treason;
- 1964: The New Meaning of Treason;
- 1955: A Train of Powder;
- 1958: The Court and the Castle:some treatments of a recurring theme.